# أحمد شاه الثاني (سلطان فهغ)
السلطان أحمد شاه الثاني ابن السلطان عبد القدير علاء الدين شاه (توفي 1617) هو السلطان الحادي عشر لفهغ، حكم من 1590 إلى 1592. يُعرف باسم راجا أحمد، وهو الابن الوحيد لسلطان فهغ العاشر عبد القدير علاء الدين شاه، تولى العرش بعد وفاة والده عام 1590 تحت وصاية أخيه غير الشقيق الأكبر راجا عبد الغفور، لكنه أطاع بأحمد شاه الثاني وتولى الحكم حتى وفاته في 1614.
في الفترة ما بعد وفاة عبد الغفور محي الدين شاه عام 1614، انحدرت فهغ إلى الفوضى واحتلتها سلطنة آتشيه تحت حكم السلطان إسكندر مودا في عام 1617. وأُسِر السلطان السابق أحمد شاه الثاني وعائلته كرهينة لآتشيه، حيث توفي عام 1617. كان الابن الأكبر لأحمد شاه «رجا موغال» المعروف لاحقًا باسم «إسكندر شاه الثاني»، متزوجًا من ابنة إسكندر مودا «تاج العلم»، وخلفه كسلطان آتشيه الثالث عشر عام 1636.